# Turiz
Turiz is een plaats (freguesia) in de Portugese gemeente Vila Verde en telt 1 385 inwoners (2001).